# Palaeaspilates incorrupta
Palaeaspilates incorrupta är en fjärilsart som beskrevs av W. Warren 1896. Palaeaspilates incorrupta ingår i släktet Palaeaspilates och familjen mätare. Inga underarter finns listade i Catalogue of Life.